# Многогранник Біркгофа
Многогранник Біркгофа Bn, який також називають многогранником призначень, многогранником двічі стохастичних матриць або многогранником досконалих парувань повного двочасткового графа {\displaystyle K_{n,n}}, це опуклий многогранник в RN (де {\displaystyle N=n^{2}}), точками якого є двічі стохастичні матриці, тобто n × n матриці, елементами яких є невід'ємні дійсні числа і сума рядків і стовпців цих матриць дорівнює 1.

## Властивості

### Вершини
Многогранник Біркгофа має n! вершин, по одній вершині на кожну перестановку n елементів. Це випливає з теореми Біркгофа — фон Неймана, яка стверджує, що екстремальні точки многогранника Біркгофа — це матриці перестановок, і тому, що будь-яку двічі стохастичну матрицю можна подати у вигляді опуклої комбінації матриць перестановок. Це довів 1946 року в своїй статті Гаррет Біркгоф, але еквівалентні результати в термінах конфігурацій і парувань регулярних двочасткових графів показали значно раніше Ернст Штайніц у своїх тезах (1894) і Денеш Кеніг (1916).

### Ребра
Ребра многогранника Біркгофа відповідають парам перестановок, що відрізняються циклом:
перестановка {\displaystyle (\sigma ,\omega )} така, що {\displaystyle \sigma ^{-1}\omega } є циклом.
З цього випливає, що граф многогранника Bn є графом Келі симетричної групи Sn. Звідси також випливає, що граф B3 є повним графом K6, а тоді B3 — суміжнісний многогранник.

### Фасети
Многогранник Біркгофа лежить усередині (n2 − 2n + 1)-вимірного афінного підпростору n2-вимірного простору всіх n × n матриць — цей підпростір задається лінійними обмеженнями, що сума в кожному рядку і кожному стовпці дорівнює одиниці. Всередині цього підпростору накладається n2 лінійних нерівностей, по одній на кожну координату, які вимагають невід'ємність координат.
Таким чином, многогранник має рівно n2 фасет.

### Симетрії
Многогранник Біркгофа Bn вершинно-транзитивний і гране-транзитивний (тобто дуальний многогранник вершинно-транзитивний). Многогранник не належить до правильних для n>2.

### Об'єм
Нерозв'язаною задачею є знаходження об'єму многогранників Біркгофа. Об'єм знайдено для {\displaystyle n\leqslant 10}. Відомо, що об'єм дорівнює об'єму многогранника, асоційованого зі стандартною діаграмою Юнга. Комбінаторну формулу для всіх n дано 2007 року. Наступну асимптотичну формулу знайшли Родні Кенфілд і Брендан Маккей:
{\displaystyle \mathop {\mathrm {vol} } (B_{n})\,=\,\exp \left(-(n-1)^{2}\ln n+n^{2}-\left(n-{\frac {1}{2}}\right)\ln(2\pi )+{\frac {1}{3}}+o(1)\right).}

### Многочлен Ергарта
Знайти многочлен Ергарта многогранника складніше, ніж знайти об'єм, оскільки об'єм можна легко вирахувати зі старшого коефіцієнта многочлена Ергарта. Многочлен Ергарта, асоційований з многогранником Біркгофа, відомий тільки для малих значень і є тільки гіпотеза, що всі коефіцієнти многочленів Ергарта (для многогранників Біркгофа) невід'ємні.

## Узагальнення
- Многогранник Біркгофа є окремим випадком транспортного многогранника, многогранником прямокутних матриць з невід'ємними елементами з заданими сумами рядків і стовпців. Цілі точки такого многогранника називають таблицями спряженості. Вони відіграють важливу роль у баєсовій статистиці.
- Многогранник Біркгофа є окремим випадком многогранника парувань[en], визначеного як опукла оболонка досконалих парувань скінченного графа. Опис фасет у цьому узагальненні дав Джек Едмондс[en] (1965) і вони пов'язані з алгоритмом Едмондса.